# Bataille d'Attigny
En 880, la Bataille d’Attigny oppose une coalition carolingienne à une armée de Boson, roi auto-proclamé de Provence. 

## La bataille
Cette bataille, qui se déroule d’après l’historien Jean-Pierre Poly près d'Attigny dans les Ardennes, s'inscrit dans le conflit opposant dès le début 880 une coalition carolingienne à Boson, le duc de Provence qui vient de faire un coup d’état le 15 octobre 879 en se faisant élire roi de Provence. 
Du côté de Boson, on trouve les troupes de Théobald d'Arles, comte d’Arles et cousin germain de Boson ; elles auraient dû être renforcées par celles d’Hugues bâtard de Lothaire, dit Hugues le bâtard, son beau-frère, mais mises en fuite par l'armée carolingienne. Ces dernières regroupent « une armée germanique conduite par Adabard, comte du Moselois et le puissant comte Henri d’Alemannie » , appelé aussi Henri marquis de Neutrie et des « troupes de la Francie occidentale ».
Le combat voit la victoire des troupes carolingiennes et le comte Théobald, blessé et vaincu, se réfugie vraisemblablement en Bourgogne.